# Matea Kolovrat
Matea Kolovrat (Imotski, 12. kolovoza 1999.) hrvatska je tekvandoašica. Osvojila je zlatnu medalju na Olimpijskim igrama gluhih u kategoriji iznad 67 kilograma. Članica je splitskog TK Marjan. 

## Nastup na Svjetskom prvenstvu gluhih u Kirgistanu 2024.
| Kategorija | Četvrtfinale        | Polufinale          | Finale              |
| ---------- | ------------------- | ------------------- | ------------------- |
| - 67 kg    | Protivnica Rezultat | Protivnica Rezultat | Protivnica Rezultat |
|            | Lee 2:0             | Levanovych 2:0      | Machairidou 2:0     |

## Nastup na OI gluhih u Brazilu 2022.
| Kategorija | Četvrtfinale        | Polufinale          | Finale              |
| ---------- | ------------------- | ------------------- | ------------------- |
| + 67 kg    | Protivnica Rezultat | Protivnica Rezultat | Protivnica Rezultat |
|            | Rahimi 28:0         | Lee 28:0            | Seker 30:5          |

## Nastup na Svjetskom prvenstvu gluhih u Iranu 2021.
| Kategorija | Četvrtfinale        | Polufinale          | Finale              |
| ---------- | ------------------- | ------------------- | ------------------- |
| + 67 kg    | Protivnica Rezultat | Protivnica Rezultat | Protivnica Rezultat |
|            | Mesedo 20:1         | Tavakoli 28:6       | Seker 22:9          |

## Nastup na Europskom prvenstvu gluhih u Turskoj 2019.
| Kategorija | Polufinale          | Finale              |
| ---------- | ------------------- | ------------------- |
| - 67 kg    | Protivnica Rezultat | Protivnica Rezultat |
|            | Ramazanova 15:0     | Turk 11:3           |

## Nastup na Svjetskom prvenstvu u Meksiku 2022.
Matea Kolovrat je osvojila 9. mjesto na Svjetskom prvenstvu u Guadalaraji. U šesnaestini finala je pobijedila Australku Stewart, dok je u osmini finala nakon što je osvojila prvu rundu zbog ozljede morala predati borbu Meksikanki Palomi Garciji.   

## Priznanja
- Nagrada Grada Imotskog za osobit doprinos razvoju sporta[2]
- Osoba godine Imotske krajine za 2022. godinu[3]
- Najuspješnija sportašica s oštećenim sluhom Grada Splita za 2022. godinu.
- Nagrada za sportsko postignuće u 2022. godini.
- MVP Svjetskog prvenstva gluhih u Teheranu 2021. godine.

## Vanjske poveznice
- Profil, TaekwondoData.com